# Chaos-Queens: Lügen, die von Herzen kommen
Lügen, die von Herzen kommen ist eine deutsche Filmkomödie von Imogen Kimmel aus dem Jahr 2018 basierend auf dem gleichnamigen Roman von Kerstin Gier. Es handelt sich um den vierten Film der Herzkino-Reihe Chaos-Queens des ZDF. Anna König und Tim Bergmann sind in den Hauptrollen besetzt, Katharina Schubert, Tom Gronau, Katharina Schlothauer, Mira Bartuschek, Leonie Rainer und Janina Fautz in tragenden Rollen.
Die deutsche Erstausstrahlung des Films erfolgte am 25. Februar 2018.

## Handlung
Die Frankfurter Journalistin Hanna Rübenstrunk ist eine lebenstüchtige und selbstbewusste Frau. Ihr neuer Vorgesetzter Adam Birnbaum will das vor allem für Frauen gemachte Trendmagazin „Cosma“, dessen Absatz in letzter Zeit merklich gesunken ist, wieder auf Vordermann bringen und erwartet von Hanna die Titelstory, mit der er das nächste Heft aufmachen will. Das Thema lautet Online-Dating und die Zeit, die Hanna für eine gute Story bleibt, ist kurz bemessen. Um für ihre Recherche besser gerüstet zu sein, legt sie sich selbst ein Dating-Profil zu. Dass sie dies ausgerechnet auf einer Plattform für begeisterte Marathonläufer tut, ist eigentlich recht widersinnig, da sie überhaupt nicht sportlich ist.
Hanna hat sowieso wenig Zeit, da sie neben ihrem Job auch von ihrer Familie und ihren Freundinnen permanent in Anspruch genommen wird. Ihr Bruder Philipp befindet sich gerade mitten in den Abiturprüfung und braucht Hannas Unterstützung ebenso wie ihre Schwester Toni, bei der Hanna ständig als Babysitterin fungieren muss. Hannas Mutter Keilash hingegen vertraut darauf, dass Hanna für ihren und Philipps Unterhalt sorgt und auch sonst die Dinge, die in einem Haushalt notwendig sind, erledigt. Sie selbst ist meist damit beschäftigt nach ihrer inneren Mitte zu suchen. Und zu guter Letzt nehmen auch Hannas Freundinnen Carla und Vivi Hanna, die nicht nein sagen kann, ständig in Beschlag.
Nachdem Hanna erst mit einem „Speedy83“ in Kontakt kommt und sich zum Laufen verabredet, was für sie blamabel endet, wird sie dann in dem Portal von einem „Boris68“ angesprochen, mit dem sich sofort eine intensive Chat-Freundschaft entwickelt. Als man sich nach einiger Zeit einmal auf ein Drink treffen will, stellt Hanna entgeistert fest, dass sich hinter „Boris68“ ausgerechnet ihr Chef Adam Birnbaum verbirgt. Sie flieht in einem günstigen Moment, ohne dass Birnbaum etwas von dem wahren Sachverhalt mitbekommen hat. Da Hanna immer noch nicht den Mut zur Ehrlichkeit hat, schreibt sie „Boris68“, sie habe sich den Fuß verstaucht und könne deswegen nicht kommen.
Es ergibt sich, dass Carla davon Wind bekommt, wer der Mann ist, mit dem Hanna sich so fleißig schreibt. Sie meint, der Typ sei ein Wahrheitsfanatiker, der habe bestimmt kein Verständnis für ihre Lügen. Trotzdem unternimmt Hanna den Versuch, Adam aufzuklären. Er vertraut ihr an, dass er Chefredakteur eines politischen Magazins gewesen sei, einer seiner Redakteure aber eine unwahre Story verbreitet habe, für die er als Chefredakteur habe geradestehen müssen. Seine Versetzung sei die Folge gewesen. Zu spät merkt Hanna, dass Carla ihr über die Schulter schaut und mitliest. Am Abend bekommt sie eine Nachricht, Adam teilt ihr als Boris68 mit, dass er sich verliebt habe, im echten Leben, nicht in sie, und verabschiedet sich von ihr. Am Vormittag waren beide gemeinsam ein Stück gelaufen und auch in der Vergangenheit gab es immer wieder besondere Momente zwischen ihnen. Hanna eilt zu ihrer Freundin Vivi und erzählt ihr, dass sie glaube, dass Adam sie liebe, sie, nicht „Fairy33A“.
Am nächsten Morgen in der Redaktion platzt Hanna in einen Streit zwischen Adam und Carla, die ihm das Geheimnis, das er „Fairy33A“ anvertraut hatte, an den Kopf wirft, da sie schon von Anfang an der Meinung ist, Adam wolle sie rauswerfen. Adam ist schockiert, Hanna gesteht, dass sie jene „Fairy33A“ ist. Hanna legt Adam ihren fertigen Artikel vor. Bevor er noch etwas sagen kann, kündigt sie ihren Job. Von diesem Tag an trainiert sie tatsächlich für den nächsten Marathonlauf und wird immer besser. Nach vielen Anläufen findet sie auch einen neuen Job. Von Carla erfährt sie, dass auch Adam sich von „Cosma“ zurückgezogen hat. Nachdem sie der Verlegerin Cosma Haferkamp klargemacht hat, dass der Erfolg, den „Cosma“ jetzt habe, nur Adam Birnbaum zu verdanken sei, geht sie zu Adam und meint, er habe doch gesagt, dass er irgendwann einmal ankommen wolle, ob man das nicht gemeinsam tun könne. Und so laufen beide beim großen Marathon Hand in Hand ins Ziel ein, stürmisch umjubelt von Freunden und Verwandten.

## Produktion
Lügen, die von Herzen kommen wurde vom 6. September bis zum 8. Oktober 2017 an Schauplätzen in Frankfurt am Main und Umgebung gedreht. Produziert wurde der Film von der U5 Filmproduktion GmbH & Co. KG.

## Rezeption

### Einschaltquote
Den am 25. Februar 2018 im ZDF erstmals ausgestrahlten Fernsehfilm sahen sich 3,16 Millionen Menschen an. Der Marktanteil lag bei 8,6 Prozent.

## Kritik
Die Kritiker der Fernsehzeitschrift TV Spielfilm gaben für Humor, Action und Spannung je einen von drei möglichen Punkten, zeigten mit dem Daumen zur Seite und meinten: „Plumpe Comedymomente, milde Arbeitsweltkritik, dazu entrückte Nebenfiguren – und null Chemie zwischen den Hauptfiguren.“ Fazit: „Büroromanze, die nie richtig in Gang kommt.“
Rainer Tittelbach gab dem Film auf seiner Seite tittelbach.tv drei von sechs möglichen Sternen und kam zu dem zusammengefassten Ergebnis: „Weil von der Einsamkeit in der Großstadt erzählt wird, darf Frankfurt ein bisschen aussehen wie New York, sogar die Mädels aus Sex and the City finden Eingang in den Dialog. Im Plot nach dem Roman von Kerstin Gier vermisst man allerdings weitgehend Pepp & Pointen. So sympathisch die moppelige Heldin & einiges andere ist, so aufgesetzt wirkt der Redaktionsalltag, so bieder sind die vermittelten Werte, so abgedroschen ist die Darstellung der Romantik, so diskussionswürdig manch ein Frauenbild. Dagegen lebt die Inszenierung von der Dualität der Schauplätze, der zwei Welten, wodurch die Bildästhetik weder zu postmodern kühl noch zu verspielt naturbelassen wirkt. Fazit: geeignet für Gier-Fans & Liebhaberinnen eines etwas anderen ‚Herzkino‘. […] Für (Ehe-)Männer und Freunde intelligenter Komödien ist der Film weniger zu empfehlen.“
Auf der Seite Kino.de setzte sich Tilmann P. Gangloff mit dem Film auseinander. „Das ‚Herzkino‘ im ZDF [sei] der letzte öffentlich-rechtliche Fernsehfilmsendeplatz, der sich hartnäckig allen Verjüngungstendenzen widersetz[e]“, meinte er einführend. „In letzter Zeit“ gebe es „allerdings immer öfter positive Ausreißer, die zumindest hoffen“ ließen. Dieser Film sei „ein gutes Beispiel für diesen neuen Ansatz, im Guten wie im Schlechten“. Weiter führte der Kritiker aus: „Regisseurin Imogen Kimmel hat die Geschichte kurzweilig und unterhaltsam umgesetzt, aber ihr Film leidet unter dem gleichen Manko“ wie der erste Film der Reihe. „Hauptdarstellerin Anna König muss nicht nur praktisch jede Szene aus dem Off kommentieren, sie und Bergmann teilen ihre Chat-Nachrichten auch unentwegt laut mit. Da sich Hanna und Adam recht oft schreiben, wollte das ZDF seinem Publikum offenbar nicht zumuten, so viel Text zu lesen. […]“ Davon abgesehen sei der Film „dank vieler origineller Drehbuchdetails recht vergnüglich, selbst wenn sich die Gespräche von Hanna und ihren beiden Freundinnen (Katharina Schlothauer, Leonie Rainer) mitunter allzu sehr an ‚Sex and the City‘ orientieren und die Nebenfiguren reichlich klischeehaft ausfallen“. Dass der Film „trotzdem nicht ärgerlich“ sei, habe er „vor allem den Darstellern zu verdanken“. Gerade Anna König sei „mit ihrer Natürlichkeit nicht nur figürlich ein sympathischer Gegenentwurf zu den üblichen ‚Herzkino‘-Heldinnen“. Abgesehen von Tim Bergmann seien „die anderen Rollen ebenfalls mit wenig bekannten Gesichtern, aber ausnahmslos gut besetzt“.
Markus Schu beurteilte den Film für die Seite Prisma durchaus wohlwollend und stellte fest: „Das ZDF hat mit dem neuesten Teil der ‚Chaos-Queens‘ eine Adaption vorgelegt, die zwar nicht in allen Belangen treffsicher ist, sich aber im Verlauf zu einer charmanten Liebeskomödie rund um die gutherzige Hanna (Anna König) mausert. Klassische Zutaten des Genres wurden hier ansprechend und modern verpackt. Trotz einiger Klischees überzeugt der Film mit seiner grundlegenden Frage danach, wie man der Welt und sich selbst gegenüber treu und wahrhaftig sein kann.“